# Tukhula Jacobs
Tukhula „Tuki“ Jacobs (* 10. Dezember 1994 in Windhoek) ist ein ehemaliger namibischer Tennisspieler.

## Leben
Jacobs machte seinen Abschluss 2012 am British International College in Johannesburg, Südafrika. Danach begann er ein Studium an der University of South Alabama, an der er auch College Tennis spielte. Das Studium in Elektrotechnik schloss er 2016 ab.
Jacobs beste Platzierung in der Weltrangliste ist Rang 1015, den er Ende 2018 erreichte. Er ist damit nach Jurgens Strydom (Platz 976 im Jahr 2007) der am zweithöchsten platzierte Tennisspieler in der namibischen Geschichte. Er spielte von 2012 bis 2019 in der namibischen Davis-Cup-Mannschaft, wo er eine Bilanz von 26 Siegen zu 13 Niederlagen vorweisen kann.
Er beendete 2019 seine Karriere.